# Vugesta
Die Vugesta (auch VUGESTAP) für „Verwaltungsstelle jüdischen Umzugsgutes der Gestapo“ war eine Einrichtung in Wien, die in den Jahren 1940 bis 1945 agierte und die Umzugsgüter von ca. 5.000 geflüchteten Wiener Jüdinnen und Juden für die Kassen des NS-Reiches verwertete. Sie spielte eine wichtige Rolle für die Umverteilung geraubten Privateigentums an „Volksgenossen“ in Österreich in der Zeit des Nationalsozialismus.
Die von der Vugesta vereinnahmten Erlöse wurden von ihr an den Oberfinanzpräsidenten von Wien abgeliefert. Diese „Wiener Lösung für den Verkauf des jüdischen Hausrats“ war einzigartig im Deutschen Reich, da im „Altreich“  diese Verwertungsaktionen direkt von der Finanzverwaltung übernommen wurden.

## Gründung
Am 22. August 1940 gestattete der Reichsminister für Justiz in einem Erlass an die Reichsverkehrsgruppe Spedition und Lagerei den Pfandverkauf auf Grund des Lagerhalterpfandrechts für Haushaltungsgut, Mobiliar und Umzugsgut, das aus dem Besitz emigrierter Juden stammte. Karl Ebner, Leiter des „Judenreferats“ Wien, gelangte im Zuge der Realisation dieser Anordnung mit Karl Herber, Leiter der Reichsgruppe Spedition und Lagerei Ostmark, zu einer Übereinkunft, die vorsah, dass Herber auf Weisung der Gestapo den jüdischen Besitz verkaufen sollte, der in österreichischen Lagerhallen verblieben war. Die Speditionen und Lagereien sollten für die Lagerung des Besitzes aus den Erlösen bezahlt werden. Erzielte Gewinne sollten an die Oberfinanzpräsidien in Wien und Berlin abgeführt werden. Die Wiener Gestapo gründete für die Versteigerung der zurückgelassenen Habe dafür die VUGESTA, die dort am 7. September 1940 ihre Tätigkeit aufnahm.
Firmengründungen zur Acquise und dem Verkauf von Raubgütern waren durchaus üblich, so hatte man etwa in Griechenland die Warenhandelsgesellschaft DEGRIGES gegründet.
Karl Herber leitete diese Agentur. Sitz der Vugesta war das Büro der „Reichsverkehrsgruppe Spedition und Lagerei/Ostmark“ (ehemals Zentralverband der Spediteure für Österreich, Wien 1, Bauernmarkt 24). Die Vugesta arbeitete auf Provisionsbasis und beschäftigte 12 Angestellte. Es handelte sich um eine Zusammenarbeit zwischen Vertretern österreichischer Speditionen, Lagereien und der Gestapo.

## Aufgabengebiet
In den ersten Jahren konzentrierte sich die VUGESTA auf den Raub der zur Ausfuhr vorbereiteten Umzugsgüter vertriebener österreichischer Juden. Die zur Flucht Genötigten waren verpflichtet, vor ihrer Abreise ihre verpackten Umzugsgüter (sogenannte Lifts) an Speditionen zu übergeben. Nach Beginn des Zweiten Weltkriegs wurden diese Lifts jedoch nicht mehr weitergeleitet, sondern verblieben bei den Speditionen oder auf Zwischenstationen.
Spediteure waren zudem verpflichtet, Umzugslifts zu melden, wenn deren Besitzer rassisch verdächtig erschienen. In diesen Fällen wurden die Umzugsgüter in Zusammenarbeit mit der Gestapo offiziell beschlagnahmt. Obwohl ursprünglich geplant war, beschlagnahmte Umzugsgüter ausschließlich vom Wiener Auktionshaus Dorotheum versteigern zu lassen, wurden später auch andere Auktionshäuser tätig und ab 1941 auch auf die Möglichkeit des Freiverkaufs zurückgegriffen. Filialen dazu befanden sich auf dem Wiener Messegelände und in den Sophiensälen.

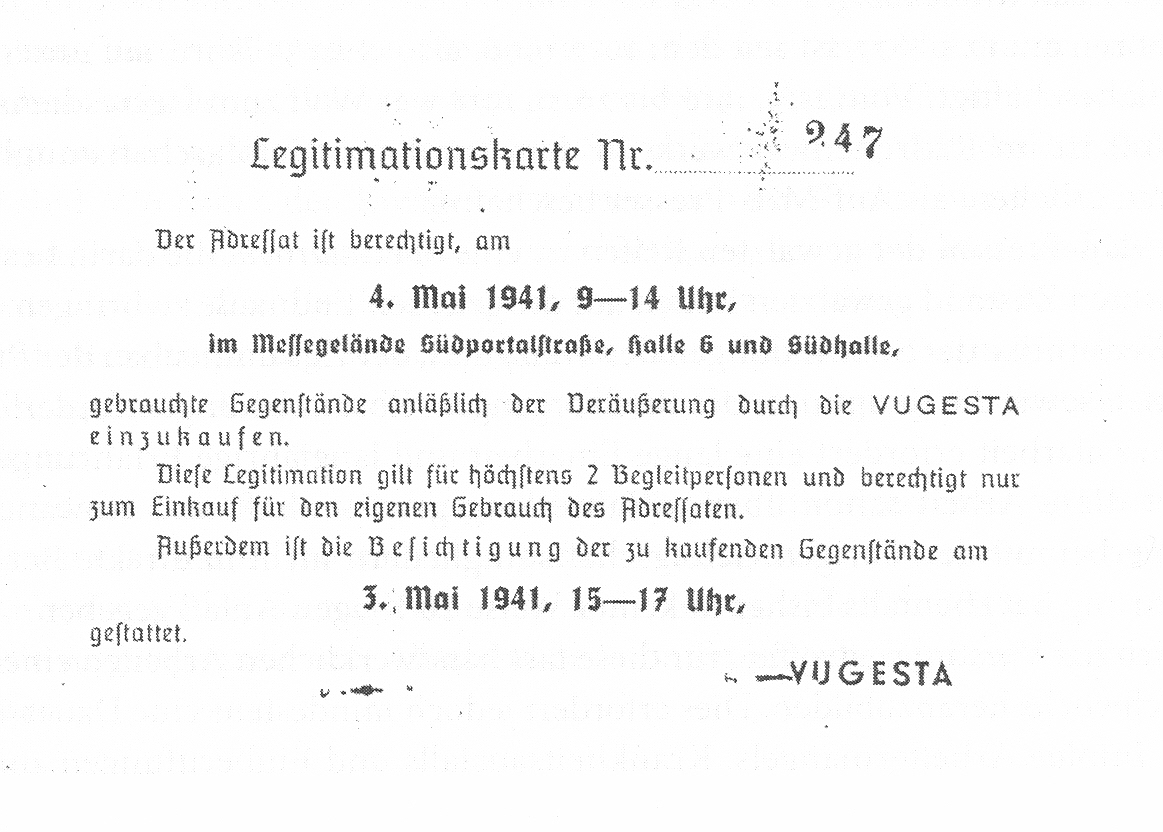
Legitimationskarte für Versteigerung der Vugesta, Mai 1941

An den Auktionen durften nur Kriegsinvaliden, Obdachlose aufgrund von Luftangriffen und andere Bedürftige teilnehmen. Angehörige der NSDAP, Gestapo oder Wehrmacht erhielten jedoch Ausnahmegenehmigungen, Behörden konnten Möbel zu Schätzpreisen erwerben. Nach einem undatierten gedruckten Merkblatt wurden Antragsformulare für den Kauf von Möbeln und Gebrauchsgegenständen von den Ortsgruppen der NSDAP ausgegeben, die zugleich über die Zuverlässigkeit und Würdigkeit des Antragstellers befanden. Auch das Nettomonatseinkommen musste im Antrag vermerkt und vom Betriebsführer bestätigt werden.
Bis Ende 1943 waren die meisten in Frage kommenden Umzugsgüter weiterverkauft. Die Vugesta konzentrierte sich in der Folge auch auf Drängen der Gestapo auf die Verwertung der Wohnungseinrichtungen deportierter Personen. Dazu arbeitete die Möbelverwertungsstelle Krummbaumgasse (geleitet von Bernhard Witke und Anton Grimm) eng mit der von Adolf Eichmann initiierten Zentralstelle für jüdische Auswanderung zusammen. Die Schätzmeister bekamen Adressen und Schlüssel der Wohnungen, die danach von Zwangsarbeitern geräumt wurden.

## Wert- und Kunstgegenstände
Alle Güter mit einem Schätzwert über 1000,- Reichsmark wurden über das Dorotheum versteigert, ebenso Kunstgüter – sofern für sie nicht der Führervorbehalt galt. Erst wenn Hans Posse, der Sonderbeauftragte für das Linzer Führermuseum, an einem Kunstwerk nicht interessiert war, wurde es verkauft oder versteigert. Museen konnten ein Vorkaufsrecht geltend machen, danach hatten die Schätzmeister der Vugesta Zugriff, so beispielsweise Bernhard Witke oder Anton Grimm, die ihrerseits Antiquitätenhandlungen betrieben. Erst wenn auch NS-Offiziere, Kunsthändler und andere Günstlinge kein Interesse zeigten, wurde über öffentliche Versteigerungen an Museen, Händler sowie Privatpersonen verkauft.

## Geschäftsvolumen
Die Vugesta „verwertete“ vom Frühherbst 1940 bis zum Kriegsende das Umzugsgut von rund 5.000 bis 6.000 und die Wohnungseinrichtungen von mindestens 10.000 geflüchteten oder deportierten jüdischen Familien. Im Laufe dieser Tätigkeit setzte die Vugesta über Freihandverkäufe fünf Millionen Reichsmark um. Darüber hinaus setzte die Vugesta weitere zehn Millionen Reichsmark mit dem Verkauf von Gegenständen über das Dorotheum um. Der Gewinn aus diesen Verkäufen floss in die Kassen des Deutschen Reiches.